# Mesochorus macilentus
Mesochorus macilentus là một loài tò vò trong họ Ichneumonidae.